# Akimoto Yasushi
Akimoto Yasushi (秋元 康 (Thu Nguyên Khang)) (sinh ngày 2 tháng 5 năm 1958) là một nhà sản xuất âm nhạc kiêm viết lời nhạc và biên kịch người Nhật Bản, ông được biết đến là người sáng lập kiêm quản lý nhiều nhóm thần tượng nổi tiếng như Onyanko Club và điển hình là AKB48. Tổng doanh số bán đĩa đơn ông đã viết lời vượt quá 100 triệu bản, khiến ông trở thành người viết lời bán chạy nhất ở Nhật Bản.

## Sự nghiệp
Akimoto tạo ra loạt phim kinh dị Chakushin Ari (One Missed Call), bắt đầu với cuốn tiểu thuyết cùng tên của ông và lần đầu tiên được chuyển thể thành phim vào năm 2003 trước khi được Hollywood làm lại vào năm 2008. Ông viết cả tiểu thuyết và chuyển thể màn ảnh cho One Missed Call: Final.
Akimoto trở thành người viết kịch truyền hình từ thời trung học, ông sản xuất nhiều chương trình truyền hình như Utaban.
Akimoto bắt đầu viết lời nhạc cho nhóm The Alfee vào năm 1981; ông sáng tác lời cho nhiều nghệ sĩ nổi tiếng như Kinki Kids, Tunnels, Onyanko Club, AKB48, SKE48, SDN48, NMB48, HKT48, NGT48, STU48, Nogizaka46 và Keyakizaka46. Ông cũng từng viết lời cho đĩa đơn cuối của Hibari Misora lúc sinh thời, "Kawa no Nagare no You ni", và đĩa đơn debut của Jero "Umi Yuki".
Ông thành lập nhóm chị em đầu tiên của AKB48 bên ngoài Nhật Bản tại Indonesia với tên gọi JKT48 năm 2011. Buổi thử giọng được tổ chức vào ngày 8 và 9 tháng 10 năm 2011, các thành viên ra mắt vào đầu tháng 11. Và nhóm nhạc chị em quốc tế thứ 2 của AKB48 mang tên SNH48 được công bố vào tháng 10 năm 2012. Vào tháng 6 năm 2016, SNH48 thông báo tách khỏi AKB48 Group do hoạt động và cách quản lý của nhóm bị cho là vi phạm hợp đồng với tư cách là một nhóm chị em của AKB48. Trước đó vào tháng 3/2016, SNH48 lập các nhóm chị em riêng BEJ48 ở Bắc Kinh và GNZ48 ở Quảng Châu. Cả 2 đều không được AKS thừa nhận và được cho là giọt nước làm tràn ly dẫn đến việc SNH bị khai trừ khỏi đại gia đình AKB48, về sau SNH48 thành lập một liên minh gọi là SNH48 Group hoặc Star48. Nhóm chị em quốc tế thứ 3 của AKB48 mang tên BNK48 được công bố vào ngày 12 tháng 2 năm 2017. Nhóm chị em quốc tế thứ 4 mang tên TPE48 được công bố vào ngày 4 tháng 2 năm 2018, vào ngày 30 tháng 7 năm 2018, AKS đã hủy bỏ hợp đồng liên doanh và giấy phép với công ty quản lý của TPE48 và tạo nên AKB48 Team TP, cùng  nhóm chị em quốc tế thứ 5 MNL48, các thành viên thế hệ 1 chính thức công bố vào ngày 28 tháng 4 năm 2018. Cũng trong năm 2018, MUM48, SGO48 và AKB48 Team SH cũng được thành lập với tư cách là các nhóm chị em ở nước ngoài lần lượt thứ 6, 7 và 8

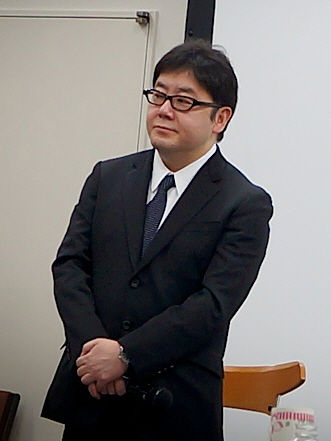
Akimoto Yasushi vào năm 2012

Ông đóng vài trò phát triển môn Đô vật chuyên nghiệp nữ khi ra mắt đô vật Cutie Suzuki
Năm 2007, ông trở thành giáo sư và phó hiệu trưởng trường Đại học Thiết kế và Nghệ thuật Kyoto.
Vào ngày 17 tháng 3 năm 2014, có nguồn tin cho biết Akimoto là thành viên của Ủy ban Olympic Tokyo 2020 và tham gia chỉ đạo buổi lễ khai mạc cùng với nhiếp ảnh gia Ninagawa Mika, người đã đạo diễn cho 2 MV nổi tiếng là Heavy Rotation vào năm 2012 và Sayonara Crawl vào năm 2013. Ông cũng làm nên nhóm Iz*One khi tham gia hợp tác sản xuất chương trình thực tế sống còn "Produce 48" của Mnet năm 2018
Năm 2017, Akimoto là đồng sáng lập $4,50 Theatre Company, hợp tác với công ty giải trí Avex Inc.
Hiện ông không còn là thành viên của ban quản lý AKS và chỉ tham gia với tư cách là nhà sản xuất sáng tạo của AKB48 Group từ năm 2019.

## Tranh cãi
Ông có hình ảnh không mấy tốt đẹp trong mắt người Nhật Bản vì từng viết ra một loạt bài hát gây tranh cãi với những đề tài như chống đối nữ quyền, quan hệ với trẻ vị thành niên,.... Ngoài ra việc ông hợp tác cùng Big Hit Entertainment để tạo ra bài hát chủ đề "Bird" cho lần trở lại sắp tới của nhóm BTS tại Nhật Bản vào tháng 11 năm 2018 cũng gây tranh cãi lớn, cụ thể nhiều nguồn tin khẳng định đích thân Bang Si Hyuk đã gửi lời mời hợp tác đến Akimoto Yasushi, xuất phát từ sự ủng hộ của anh dành cho quan điểm âm nhạc của nhà sản xuất người Nhật Bản này. Chuyện sẽ không có gì đáng tranh cãi nếu Akimoto Yasushi không phải là một nhân vật thuộc phe "cánh hữu" của Nhật Bản - với những hành vi bài trừ Hàn Quốc công khai trong quá khứ. Bên cạnh đó, nhiều người còn lo ngại quyết định nguy hiểm này của Big Hit không chỉ đánh cược sự nghiệp của BTS tại Hàn Quốc, mà có thể còn gây ảnh hưởng tiêu cực đến tương lai của họ tại thị trường Nhật Bản. Lý do là bởi những ca khúc có vấn đề của Akimoto Yasushi khiến cho nhà sản xuất này bị xem là "rác rưởi" trong mắt không ít người dân Nhật Bản.
Sau đó Big Hit mới đây đã phát hành một tuyên bố chính thức về vấn đề này. Vào tối 15 tháng 9, công ty đăng tải một thông báo trên fancafe chính thức của BTS với nội dung như sau: "Xin chào. Đây là Big Hit Entertainment. Đây là thông báo có liên quan đến single album tiếng Nhật sắp tới. Chúng tôi hoàn toàn nhận thức được nỗi lo lắng của người hâm mộ về album tiếng Nhật vốn được lên kế hoạch phát hành vào tháng 11 năm nay. Chúng tôi hiện đang thảo luận về vấn đề này, vì vậy xin vui lòng cho chúng tôi thêm một ít thời gian". cuối cùng Big Hit hủy hợp tác đồng thời thay đổi một số bài hát có trong album 'Vì lý do sản xuất, album tiếng Nhật được phát hành vào tháng 11 tới đây của BTS sẽ bao gồm các bài hát sau: Fake Love – Japanese Version, Airplane pt.2 – Japanese Version, IDOL Remix và Fake Love Japanese Ver Remix', Big Hit đính chính lại về danh sách các bài hát trong album mới của BTS, loại bỏ bài hát Bird được viết bởi Akimoto Yasushi

## Đời tư
Akimoto kết hôn với thành viên nhóm Club Onyanko Mamiko Takai vào năm 1988.

## Giải thưởng và thành tựu
- 2008: 41st Japan Lyricist Awards — Grand Prix (cho bài hát "Umiyuki" của Jero)[19]
- 2009: 51st Japan Record Award Special Award[20]
- 2011: 16th The AMD Award  —  Grand Prize [21]
- 2012:  54th Japan Record Award —  Lyricist Award. 45th Japan Cable Award, Special Award.[22]
- 2017: 19th Mnet Asian Music Awards — Thành tựu truyền cảm hứng[23]
- 2022: Medal with Purple Ribbon[24]